# Catharanthus lanceus
Catharanthus lanceus – gatunek rośliny należący do rodziny toinowatych (Apocynaceae). Występuje endemicznie na Madagaskarze, w prowincjach Antananarywa, Fianarantsoa oraz Toamasina.
Rośnie w bioklimacie przejściowym. Występuje na wysokości 500–2000 m n.p.m.